# Bereitschaftslokomotive

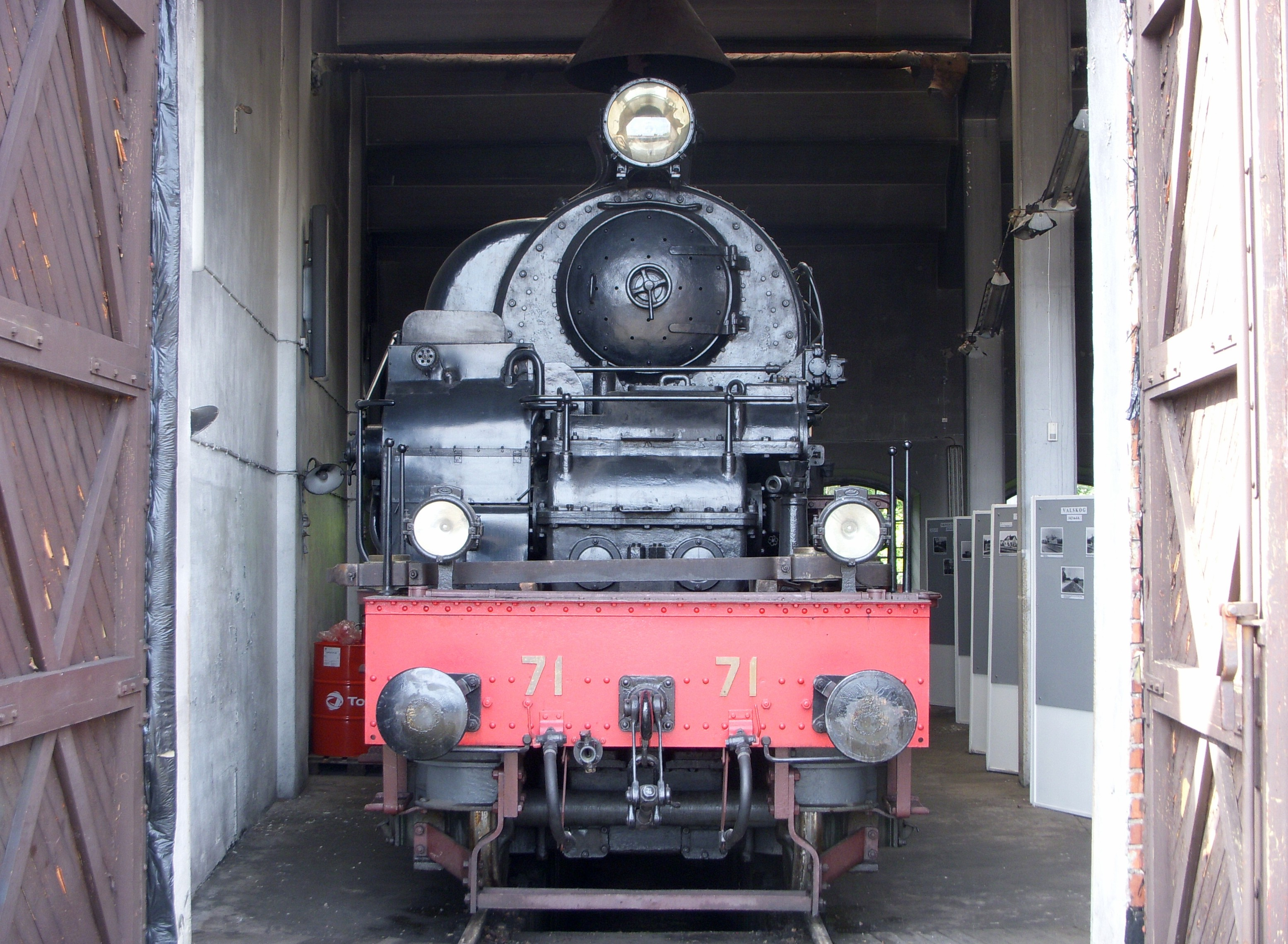
Dampfturbinenlokomotive M3t Nr. 71 als ehemalige Bereitschaftslokomotive im Eisenbahnmuseum Grängesberg

Eine Bereitschaftslokomotive (schwedisch Beredskapslok) war eine ältere Lokomotive, die in Schweden nach dem Ausscheiden aus dem regulären Betriebsdienst für eventuelle Notsituationen oder Kriegsgefahr als Bereitschaftsreserve betriebsfähig vorgehalten wurde.

## Geschichte
Nach dem Zweiten Weltkrieg wurde in Schweden eine größere Lokomotivreserve für den Fall einer Notsituation, einer Kriegsgefahr oder sogar für einen eventuellen Krieg für notwendig erachtet. Darüber hinaus mussten dies Lokomotiven sein, die unabhängig von der Stromversorgung oder von importiertem Kraftstoff wie Diesel waren.
Um diese strategischen militärischen Bedürfnisse zu erfüllen, wurden etwa 150 voll funktionsfähige Dampflokomotiven der Baureihen B (II), B5, E (II), E2, E10, L (II), R (II) und S2, die im Betriebsdienst nicht mehr benötigt wurden, für Reservezwecke vorgehalten. Diese wurden teilweise in einfachen Schuppen aus Holz oder Wellblech hinterstellt, oft in abgelegenen Stationen wie Åmål oder Sunnanå am bereits 1959 stillgelegten Abschnitt der Dalslandsbana, an denen nicht genutzte Abstellgleise oder Lokschuppen verfügbar waren. Dort waren die Lokomotiven witterungsgeschützt untergestellt. Sie wurden in regelmäßigen Abständen auf ihre Funktion überprüft.
In späteren Jahren wurden sogar einige Diesellokomotiven in den Bereitschafts-Lokpark aufgenommen. Dazu gehörten 55 Lokomotiven unter anderem aus den Baureihen V3, T21 und T23 sowie zehn Exemplare der Reihe T43. Die letzten von ihnen, T43 216, 221, 222, 224, 238 und 248, wurden am 21. April 2009 bei einer Auktion versteigert. Die Lokomotiven waren allesamt zuvor im Betriebsbestand, wurden jedoch gemäß einer besonderen Vereinbarung von Banverket so disponiert, dass sie für den Einsatzfall bereitgestanden hätten.

## Ende des Dampfbetriebes bei SJ
Nach der Auflösung der Sowjetunion und der Beendigung des Kalten Krieges wurde der Bereitschafts-Lokpark aufgelöst, weil die Notwendigkeit der Vorhaltung dieser Lokomotiven nicht mehr gesehen wurde. Dazu kam, dass der Anteil der Dampflokführer, die die notwendigen Kenntnisse über den Betrieb der Dampflokomotiven hatten, sowie die sachkundigen Werkstätten mit Beendigung des Dampfbetriebes bei Statens Järnvägar 1972 rasch abnahmen.
Viele ehemalige Bereitschaftsdampflokomotiven wurden von Museumseisenbahnen oder Eisenbahnmuseen übernommen und sind dort betriebsfähig oder als Ausstellungsstücke wie im Eisenbahnmuseum Grängesberg vorhanden. Einige davon wurden an ausländische Museumsbahnen abgegeben. Die Diesellokomotiven sind teilweise bei Museumsbahnen in Betrieb, einige davon wurden von privaten Bahnunternehmen für den aktiven Betriebsdienst übernommen.

## Erwähnenswertes
Die schwedischen Bereitschaftslokomotiven waren Gegenstand der Folge Nr. 685 „Sandträsk“ der SWR-Serie Eisenbahn-Romantik im Jahre 2008.